# Saul Perlmutter
Saul Perlmutter (ur. 22 września 1959 w Urbana-Champaign) – amerykański astrofizyk, laureat Nagrody Nobla.

## Życiorys
W 1981 roku ukończył studia z fizyki na Harvard University, w 1986 roku uzyskał stopień doktora na University of California, Berkeley. Pracuje w Lawrence Berkeley National Laboratory i kieruje badaniami prowadzonymi w ramach Supernova Cosmology Project. Jest członkiem American Academy of Arts and Sciences oraz American Association for the Advancement of Science.
W latach 90. XX wieku badania Supernova Cosmology Project doprowadziły do odkrycia zjawiska przyśpieszania tempa rozszerzania się Wszechświata. Do tego samego wniosku doszła niezależnie grupa badaczy High-z Supernova Search Team, kierowana przez Briana Schmidta.
W 2006 roku Perlmutter, Schmidt i Adam Riess otrzymali Nagrodę Shawa, a w 2007 roku Schmidt i Perlmutter Nagrodę Gruberów z kosmologii.
W 2011 roku Saul Perlmutter, wraz z Brianem Schmidtem i Adamem Riessem, zostali uhonorowani nagrodą Nobla w dziedzinie fizyki za odkrycia dotyczące rozszerzania się Wszechświata.
W 2015 roku otrzymał Nagrodę Fizyki Fundamentalnej.